# کارآگاه ۲
کارآگاه ۲ فیلمی به کارگردانی  و نویسندگی بهروز غریب‌پور ساختهٔ سال ۱۳۶۷ است.

## خلاصه داستان
خانواده یکی از دانش آموزان مدرسة مهربانی به پسرشان وعده داده‌اند در صورتی که شاگرد اول شود دوچرخه ای به او هدیه دهند. پسرک در نمره‌های همشاگردی‌ها دست می‌برد تا خود را از آن‌ها جلو بیندازد. مدیر مدرسه که از کشف راز ماجرا عاجز است با مراجعه به «کارآگاه۲» از مأموران کمک می‌گیرد.

## بازیگران
- حسن دادشکر
- حمید عبدالملکی
- رضا فیاضی
- مهدی میامی
- محمود جعفری
- محمدرضا شمس
- مریم سعادت
- مرضیه محبوب
- ویدا قهرمانی
- فریبا جدی‌کار
- محمد صدیق تعریف
- حمید اردلان
- محمد خلیلی فرد
- فروزان زاهدبیگی
- فرزانه بهرام پور
- زهره مجابی
- سهیلا احمدی فر
- اشرف کچوئی
- فرزانه عبادی
- نامدار گونه فراهانی
- علیرضا حسین پور